# Fauillet

Fauillet este o comună în departamentul Lot-et-Garonne din sud-vestul Franței. În 2009 avea o populație de 855 de locuitori.

## Evoluția populației
| An        | 1975 | 1982 | 1990 | 1999 | 2006 | 2009 |
| --------- | ---- | ---- | ---- | ---- | ---- | ---- |
| Populație | 799  | 757  | 769  | 815  | 861  | 855  |